# SN 1960I
SN 1960I – supernowa typu I* odkryta 15 maja 1960 roku w galaktyce MCG +08-23-37. Jej maksymalna jasność wynosiła 15,70m.